# 丁酸香叶酯
丁酸香叶酯（英語：Geranyl butyrate）是一种不饱和羧酸酯，分子式是C14H24O2，室温下为无色或淡黄色、透明、有水果玫瑰香味的液体。不溶于水，溶于乙醇等有机溶剂。有刺激性，无毒。由正丁酸与香叶醇在硫酸催化下酯化而得，经中和、水洗、减压蒸馏得成品。用作食品和化妆品香精。